# Heriaeus hirtus
Heriaeus hirtus (лат.) — вид пауков семейства Пауки-бокоходы (Thomisidae). Встречается в Европе, на восток до Грузии. Тело самцов желтоватое или белое с красноватыми отметинами на брюшке. Длина тела самок составляет от 8 до 11 мм. Длина тела самцов — от 3,5 до 5,5 мм. Самки с белыми или бледно-зелеными длинными волосками и шипами. Эпигинум довольно бледный, но имеет почти круглый выступ. Первые две пары ног развернуты передними поверхностями вверх, заметно длиннее ног третьей и четвёртой пар. Паутину не плетут, жертву ловят своими видоизменёнными передними ногами.